# Instytut Informatyki Teoretycznej i Stosowanej Polskiej Akademii Nauk
Instytut Informatyki Teoretycznej i Stosowanej Polskiej Akademii Nauk (IITiS PAN) – instytut badawczy z siedzibą w Gliwicach zajmujący się badaniami z zakresu modelowania sieci komputerowych, przetwarzania obrazów, multimediów, eksploracji 3D i informatyki kwantowej.

## Informacje ogólne
Instytut Informatyki Teoretycznej i Stosowanej jest odpowiedzialny za wydawanie kwartalnika Komitetu Informatyki Polskiej Akademii Nauk Theoretical and Applied Informatics.
Dyrektorem Instytutu jest Tadeusz Czachórski.

## Zespoły
W ramach instytutu prace prowadzone są w następujących zespołach: 
- Komputerowych Systemów Wizyjnych
- Kwantowych Systemów Informatyki[1]
- Modelowania, Oceny Efektywności i Bezpieczeństwa Systemów Komputerowych
- Uczenia Maszynowego
- Internetu Rzeczy
- Informatyki Stosowanej